# Toki (Gifu)
Pour les articles homonymes, voir Toki.
Toki (土岐市, Toki-shi) est une ville située dans la préfecture de Gifu, au Japon.

## Géographie

### Situation

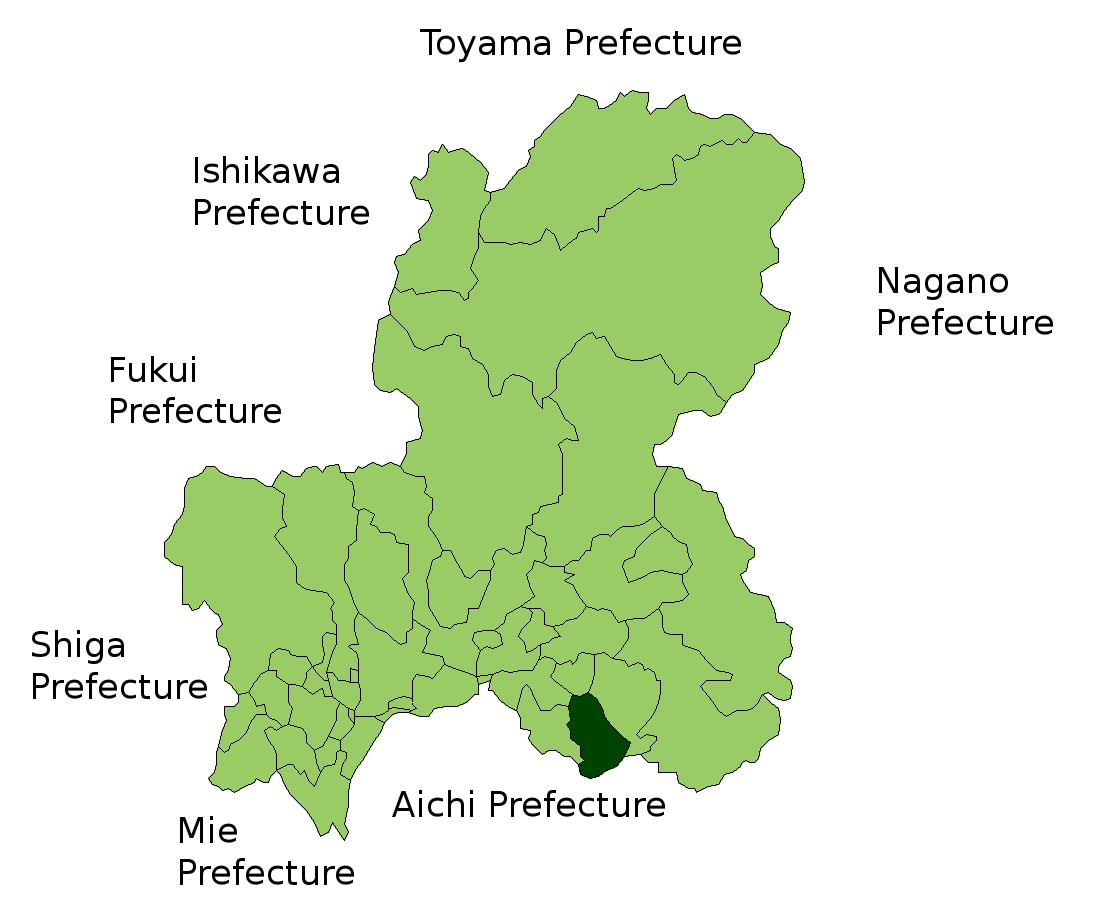
Localisation de Toki, dans la préfecture de Gifu.

Toki est située dans le sud de la préfecture de Gifu, au sud-est de la ville de Gifu et à environ 30 km au nord de Nagoya.

### Démographie
En mai 2023, la population de Toki était de 55 361 habitants répartis sur une superficie de 116,02 km2.

### Climat
La ville a un climat caractérisé par des étés chauds et humides et des hivers doux. La température moyenne annuelle à Toki est de 14,9 °C. La pluviométrie annuelle moyenne est de 1 902 mm avec septembre comme mois le plus humide.

## Histoire
- 1er avril 1951 : les bourgs de Mizunami et de Toki fusionnent pour former le bourg de Mizunamitoki.
- 1er avril 1954 : des sections d'Akise (Togari, Yamanouchi, Tsukiyoshi) fusionnent avec le bourg de Toge du district d'Ena et avec cinq municipalités du district de Toki dont Mizunamitoki pour former la ville de Mizunami. Les sections restantes d'Akise forment le bourg d'Izumi.
- 1er février 1955 : les bourgs d'Izumi, Tokitsu, Tsumagi, Dachi et Oroshi et les villages de Tsurusato, Sogi et Hida fusionnent pour former la ville de Toki.
- 1998 : mise en service du stellarator Large Helical Device (en).

## Transports
Toki est desservie par la ligne principale Chūō de la JR Central à la gare de Tokishi.

## Jumelages
Toki est jumelée avec :
- Yaizu (Japon) depuis le 10 octobre 1978
- Faenza (Italie) depuis le 23 octobre 1979

## Personnalité liée à la municipalité
Le céramiste Osamu Suzuki, trésor national vivant du Japon depuis 1994, est né à Toki le 1er décembre 1934.